# Micrepeira smithae
Espèce
Micrepeira smithae est une espèce d'araignées aranéomorphes de la famille des Araneidae.

## Distribution
Cette espèce est endémique du Suriname.

## Description
La femelle holotype mesure 3,5 mm.

## Étymologie
Cette espèce est nommée en l'honneur de Debbie Smith Trail.

## Publication originale
- Levi, 1995 : Orb-weaving spiders Actinosoma, Spilasma, Micrepeira, Pronous, and four new genera (Araneae: Araneidae). Bulletin of the Museum of Comparative Zoology, vol. 154, no 3, p. 153-213 (texte intégral).